# استپینگلی
استپینگلی (به انگلیسی: Steppingley) یک روستا و محله مدنی در بریتانیا است که در Central Bedfordshire واقع شده‌است. استپینگلی ۲۳۳ نفر جمعیت دارد.